# 中国人民解放军陆军青藏兵站部
中国人民解放军陆军青藏兵站部，位于青海省西宁市，隶属于中国人民解放军西藏军区管理。

## 沿革
1951年4月，组建西北军区进藏独立支队。在此基础上，1953年春，成立西藏运输总队。1956年2月，以兰州军区后勤部东峡大站作为基础，成立“青藏公路运输总指挥部”，隶属兰州军区后勤部，指挥部机关驻格尔木。1956年9月，遵照中央军委命令，更名为中国人民解放军青藏公路兵站部，仍然隶属兰州军区后勤部。1958年9月，遵照中央军委编制命令，青藏公路兵站部整编成中国人民解放军总后勤部青藏办事处（正军级），领导机关驻格尔木，隶属中国人民解放军总后勤部。1962年10月，中国人民解放军总后勤部青藏办事处领导机关迁往西宁市。1969年5月，改编成中国人民解放军总后勤部青藏兵站部（正师级），隶属中国人民解放军总后勤部西安办事处。1975年12月，中国人民解放军总后勤部西安办事处撤销，成立中国人民解放军总后勤部工程运输指挥部（正军级），青藏兵站部归该指挥部领导。1978年2月，遵照中央军委颁发的新编制，青藏兵站部成为中国人民解放军总后勤部的直属单位。青藏兵站部驻西宁，统管西宁-格尔木-拉萨的后勤事务。2015年12月，在深化国防和军队改革中，青藏兵站部转隶中国人民解放军陆军，成为中国人民解放军陆军青藏兵站部，属于中国人民解放军西藏军区管理。

## 机构设置
- 汽车运输第二旅

...

## 历任领导
| 青藏兵站部部长 - 王进（1969年6月—1979年5月） - 张洪声（1979年5月—1983年6月） - 王满洲（1983年6月—1989年4月） - 王根成少将（1989年4月—1993年2月） - 魏广坤大校（1993年2月—1997年10月） - 孙传章大校（1997年10月—2000年8月） - 姬成录大校（2000年8月—2007年8月） - 翟振发大校（2007年8月—2012年） - 张颖宇大校（2012年—） | 青藏兵站部政治委员 - 郑明波（1969年6月—1979年5月） - 李兰昌（1979年5月—1983年6月） - 马国连（1983年6月—1986年10月） - 杜克安少将（1986年10月—1989年4月） - 范银瑞大校（1989年4月—1995年5月） - 文义民大校（1995年5月—2001年5月） - 李海乾大校（2001年5月—2005年7月） - 贾新华大校（2005年8月—2011年2月） - 王应德大校（2011年2月—2016年） - 常东华大校（2016年—） |